# Aluar
Aluar — аргентинская металлургическая компания. Является единственным крупным производителем алюминия в Аргентине и одним из крупнейших в Южной Америке.

## История
Основана 26 июня 1970 года как товарищество бизнесменом Хосе Бер Хельбардом и другими частными инвесторами при поддержке военной хунты Онгания—Лануссе. В стране развивались авиа- и автомобилестроение, что требовало дополнительного производства стратегического металла. К примеру, нехватка алюминия в стране во время Второй мировой войны привела к тому, что корпуса самолётов «Калькин» и «Маньке» выполнялись из дерева. 
В 1974 году открыт первый завод в Мадрине, Чубут. Для покрытия нужд компании в городе Тревелин построена гидроэлектростанция, а в 1995-м выкуплен каскад ГЭС на реке Футалеуфу.